# Ramanujan–Nagells ekvation
Inom talteori är Ramanujan–Nagells ekvation en viss diofantisk ekvation uppkallad efter Srinivasa Ramanujan och Tryggve Nagell.

## Ekvationen och dess lösning
Ekvationen är
{\displaystyle 2^{n}-7=x^{2}\,}
och den har lösningar i naturliga tal n och x endast då n = 3, 4, 5, 7 och 15.
Detta förmodades 1913 av den indiska matematikern Srinivasa Ramanujan och oberoende av honom 1943 av den norska matematikern Wilhelm Ljunggren, och bevisades av den norska matematikern Trygve Nagell 1948.

## Triangulära Mersennetal
Problemet att hitta alla tal av formen 2b − 1 (Mersennetal) som är triangeltal är ekvivalent med att lösa Ramanujan-Nagells ekvation:
{\displaystyle 2^{b}-1={\frac {y(y+1)}{2}}}
{\displaystyle \Leftrightarrow 8(2^{b}-1)=4y(y+1)}
{\displaystyle \Leftrightarrow 2^{b+3}-8=4y^{2}+4y}
{\displaystyle \Leftrightarrow 2^{b+3}-7=4y^{2}+4y+1}
{\displaystyle \Leftrightarrow 2^{b+3}-7=(2y+1)^{2}.}
Värdena av b är värdena av n − 3, och de triangulära Mersennetalen är alltså:
{\displaystyle {\frac {y(y+1)}{2}}={\frac {(x-1)(x+1)}{8}}}
för x = 1, 3, 5, 11 och 181, som ger 0, 1, 3, 15, 4095 och inga andra tal (talföljd A076046 i OEIS).

## Ekvationer av Ramanujan–Nagell-typ
En ekvation av formen
{\displaystyle x^{2}+D=AB^{n}}
för fixerade D, A , B och variabler x, n sägs vara av Ramanujan–Nagell-typ. Det följer av ett resultat av Siegel att antalet lösningar av vilken som helst sådan ekvation är ändligt.case is finite.

## Ekvationer av Lebesgue–Nagell-typ
En ekvation av formen
{\displaystyle x^{2}+D=Ay^{n}}
för fixerade D, A och variabler x, y, n sägs vara av Lebesgue–Nagell-typ. Från resultat av Shorey och Tijdeman följer det att antalet lösningar v en sådan ekvation alltid är ändligt.  